# 渋谷区立広尾小学校
渋谷区立広尾小学校（しぶやくりつ ひろお しょうがっこう）は、東京都渋谷区東三丁目にある公立小学校。

## 概要
学校周辺は閑静な文教エリアで、近隣に区立広尾中学校と都立広尾高校、國學院大学や氷川神社、山種美術館など、緑に囲まれた東三丁目の住宅街にある。東方向に日赤医療センター、日赤看護大学広尾キャンパス、聖心女子大学、有栖川宮記念公園があり、南方向に恵比寿ガーデンプレイスなどが所在する。
主要な交通は恵比寿駅が南側にある。敷地と校舎は北側の隣地の外は公道に面し、南側に正門がある。望楼を備えた現在の校舎は1932年（昭和7年）に建てられたものが現存しており、国の登録有形文化財（建造物）に登録されている。
スタジオジブリ映画の高畑勲監督作品『おもひでぽろぽろ』の主人公である岡島タエ子（小学5年当時）の在学している小学校のモデルとして知られる。

### 建て替え計画
渋谷区は2022年（令和4年）、教育目標や長寿命化計画を踏まえ、「未来の学校のコンセプト」と「新しい学校施設整備に当たっての考え方」の概要をまとめ、「渋谷区新しい学校づくり整備方針（2023年3月）、渋谷区立小学校と中学校の建て替えロードマップ」を発表した。
- 工事期間（解体1年、建築2年） - 2034年度（令和16年）〜 2036年度（令和18年）

## 沿革
経緯
広尾小学校は、渋谷区内の小学校の中でも歴史が古く、1916年（大正5年）5月21日、東京府豊多摩郡渋谷町立広尾尋常小学校として設立された。大正10年、校長に鹿児島県出身の赤崎等が着任し、教員も鹿児島出身者で固め、教育校として知られた。
年表
- 1916年（大正5年）5月21日 - 東京府豊多摩郡渋谷町立広尾尋常小学校として創立した[3]。
- 1932年（昭和7年） - 鉄筋コンクリート造3階建の校舎が完成した。
- 2000年（平成12年）5月17日 - 校舎が登録有形文化財に登録告示された。

## 文化財
登録有形文化財（建造物）
渋谷区立広尾小学校
学校、建築物。時代：昭和前、年代：1932年（昭和7年）。構造及び形式等：鉄筋コンクリート造3階建、建築面積940m2。
高台に立つRC造3階建で、関東大震災後の震災復興末期に建設。装飾は主に玄関廻りに用い、装飾を排したスタイルへの移行期の作風を示す。消防署が同居したことから火の見櫓としての塔屋（望楼）を備える。設計は東京府の市ノ瀬仁重郎、施工は佐藤平治による。
登録告示年月日：2000年（平成12年）5月17日、登録年月日：2000年（平成12年）4月28日
小学校の児童数と教員数
| 年度     | 児童総数 | 1年生 | 2年生 | 3年生 | 4年生 | 5年生 | 6年生 | 教員数 | 職員数 |
| -------- | -------- | ----- | ----- | ----- | ----- | ----- | ----- | ------ | ------ |
| 平成23年 | 191人    | 44人  | 31人  | 37人  | 24人  | 21人  | 34人  | 14人   | 7人    |
| 平成24年 | 206人    | 49人  | 42人  | 31人  | 38人  | 25人  | 21人  | 14人   | 8人    |
| 平成25年 | 229人    | 50人  | 45人  | 43人  | 31人  | 36人  | 24人  | 15人   | 8人    |
| 平成26年 | 247人    | 43人  | 53人  | 44人  | 43人  | 30人  | 34人  | 16人   | 8人    |
| 平成27年 | 245人    | 47人  | 42人  | 45人  | 42人  | 42人  | 27人  | 20人   | 5人    |
| 平成28年 | 276人    | 56人  | 51人  | 41人  | 48人  | 37人  | 47人  | 18人   | 5人    |
| 平成29年 | 273人    | 45人  | 55人  | 50人  | 41人  | 46人  | 36人  | 17人   | 4人    |
| 平成30年 | 301人    | 59人  | 45人  | 55人  | 49人  | 44人  | 49人  | 19人   | 4人    |
| 令和元年 | 293人    | 37人  | 59人  | 47人  | 54人  | 50人  | 46人  | 20人   | 4人    |
| 令和2年  | 280人    | 43人  | 34人  | 58人  | 44人  | 50人  | 51人  | 19人   | 4人    |
| 令和3年  | 283人    | 58人  | 46人  | 31人  | 55人  | 42人  | 51人  | 18人   | 5人    |
| 令和4年  | 271人    | 41人  | 56人  | 49人  | 29人  | 54人  | 42人  | 18人   | 4人    |
| 令和5年  | 244人    | 39人  | 36人  | 53人  | 42人  | 25人  | 49人  | 19人   | 4人    |

## 通学区域
子供が通学する学校は、住所により指定されている、また、2004年（平成16年）から学校選択希望制を導入しており、入学を希望する学校を選べる。学校選択希望制は、現行の通学区域を維持したうえで、通学区域外の学校を希望することが出来る制度で、特色のある学校づくりや地域に開かれた学校づくりを推進し、区民から選ばれる学校づくり等を図る。
住所別通学区域
| 東二丁目       | 東三丁目 | 東四丁目  | 広尾一丁目        | 広尾二丁目 | 広尾三丁目        | 恵比寿一丁目                   |
| -------------- | -------- | --------- | ----------------- | ---------- | ----------------- | ------------------------------ |
| 8 - 17番、24番 | 1 - 16番 | 11 - 14番 | 1 - 8番 11 - 16番 | 1 - 9番    | 2番、3番 8 - 17番 | 1 - 10番、13 - 19番 27番、28番 |

通学区域では調整区域を設けている、通学の距離等を考慮し保護者の申請により指定校の変更が出来る区域。
調整区域
| 希望校     | 指定校       | 町丁名   | 番        |
| ---------- | ------------ | -------- | --------- |
| 広尾小学校 | 長谷戸小学校 | 東三丁目 | 17 - 27番 |

## 進学先中学校
中学校の学校別通学区域は、住所により指定されている。
渋谷区立広尾中学校
| 東二丁目      | 東三丁目 | 東四丁目  | 広尾一丁目 二丁目 | 広尾三丁目        | 広尾四丁目 五丁目 | 恵比寿一丁目 二丁目 三丁目 四丁目 | 恵比寿南 一丁目 | 恵比寿南 二丁目     |
| ------------- | -------- | --------- | ----------------- | ----------------- | ----------------- | --------------------------------- | --------------- | ------------------- |
| 8 - 17番 24番 | 1 - 16番 | 11 - 14番 | 全域              | 2番、3番 8 - 17番 | 全域              | 全域                              | 18 - 26番       | 12 - 18番 20 - 31番 |

## 幼稚園
広尾小学校には、渋谷区立広尾幼稚園が併設されている。

## 関係者
出身者
- 日高敏隆（動物学者） - 中退
- ケラリーノ・サンドロヴィッチ（劇作家、ミュージシャン、映画監督）
- 境貴雄（現代美術家、写真家、タレント）
- カケフくん（元子役）
- 草薙和輝（テレビ朝日アナウンサー）
- 原大智（現競輪選手、2018平昌冬季五輪男子モーグル銅メダリスト）

## 交通
鉄道
- 東日本旅客鉄道（JR東日本）山手線・埼京線・湘南新宿ライン、東京メトロ日比谷線 - 恵比寿駅から徒歩約10分。

路線バス
- 都営バス - 学06系統・広尾高校前駅（恵比寿駅前・日赤医療センター前行）。

## ギャラリー
- 東側公道より正門を見る（2015年2月撮影）
- 東側公道より校舎を見る（2015年2月撮影）
- 同左、（2015年2月撮影）
- 同左、（2015年2月撮影）
- 同左、（2015年2月撮影）
- 同左、（2015年2月撮影）